# Mi mi mi
Mi mi mi is een nummer en single van het Russische trio Serebro uit 2013.

## Hitnoteringen
| Hitlijst           | Datum van binnenkomst | Hoogste positie | Aantal weken | Laatste notering |
| ------------------ | --------------------- | --------------- | ------------ | ---------------- |
| Single Top 100     | 13-07-2013            | 8               | 16           | 26-10-2013       |
| Nederlandse Top 40 | 20-07-2013            | 7               | 12           | 05-10-2013       |

### Nederlandse Top 40
| Hitnotering: 20-07-2013 t/m 05-10-2013 | Hitnotering: 20-07-2013 t/m 05-10-2013 | Hitnotering: 20-07-2013 t/m 05-10-2013 | Hitnotering: 20-07-2013 t/m 05-10-2013 | Hitnotering: 20-07-2013 t/m 05-10-2013 | Hitnotering: 20-07-2013 t/m 05-10-2013 | Hitnotering: 20-07-2013 t/m 05-10-2013 | Hitnotering: 20-07-2013 t/m 05-10-2013 | Hitnotering: 20-07-2013 t/m 05-10-2013 | Hitnotering: 20-07-2013 t/m 05-10-2013 | Hitnotering: 20-07-2013 t/m 05-10-2013 | Hitnotering: 20-07-2013 t/m 05-10-2013 | Hitnotering: 20-07-2013 t/m 05-10-2013 | Hitnotering: 20-07-2013 t/m 05-10-2013 |
| Week:                                  | 1                                      | 2                                      | 3                                      | 4                                      | 5                                      | 6                                      | 7                                      | 8                                      | 9                                      | 10                                     | 11                                     | 12                                     |                                        |
| -------------------------------------- | -------------------------------------- | -------------------------------------- | -------------------------------------- | -------------------------------------- | -------------------------------------- | -------------------------------------- | -------------------------------------- | -------------------------------------- | -------------------------------------- | -------------------------------------- | -------------------------------------- | -------------------------------------- | -------------------------------------- |
| Positie:                               | 24                                     | 9                                      | 7                                      | 7                                      | 8                                      | 8                                      | 9                                      | 10                                     | 16                                     | 24                                     | 33                                     | 40                                     | uit                                    |

### NederlandseSingle Top 100
| Hitnotering: 13-07-2013 t/m | Hitnotering: 13-07-2013 t/m | Hitnotering: 13-07-2013 t/m | Hitnotering: 13-07-2013 t/m | Hitnotering: 13-07-2013 t/m | Hitnotering: 13-07-2013 t/m | Hitnotering: 13-07-2013 t/m | Hitnotering: 13-07-2013 t/m | Hitnotering: 13-07-2013 t/m | Hitnotering: 13-07-2013 t/m | Hitnotering: 13-07-2013 t/m | Hitnotering: 13-07-2013 t/m | Hitnotering: 13-07-2013 t/m | Hitnotering: 13-07-2013 t/m | Hitnotering: 13-07-2013 t/m | Hitnotering: 13-07-2013 t/m | Hitnotering: 13-07-2013 t/m | Hitnotering: 13-07-2013 t/m | Hitnotering: 13-07-2013 t/m | Hitnotering: 13-07-2013 t/m | Hitnotering: 13-07-2013 t/m |
| Week:                       | 1                           | 2                           | 3                           | 4                           | 5                           | 6                           | 7                           | 8                           | 9                           | 10                          | 11                          | 12                          | 13                          | 14                          | 15                          | 16                          | 17                          | 18                          | 19                          | 20                          |
| --------------------------- | --------------------------- | --------------------------- | --------------------------- | --------------------------- | --------------------------- | --------------------------- | --------------------------- | --------------------------- | --------------------------- | --------------------------- | --------------------------- | --------------------------- | --------------------------- | --------------------------- | --------------------------- | --------------------------- | --------------------------- | --------------------------- | --------------------------- | --------------------------- |
| Positie:                    | 43                          | 12                          | 11                          | 13                          | 10                          | 8                           | 10                          | 14                          | 16                          | 24                          | 33                          | 40                          | 53                          | 77                          | 73                          | 96                          |                             |                             |                             |                             |